# 大正製薬Human Scienceスペシャル
『大正製薬Human Scienceスペシャル』（たいしょうせいやくヒューマンサイエンススペシャル）は、テレビ朝日系列で年1回放送している医療ドキュメンタリー特別番組。日本の様々な医療の現場に焦点を当てておくる。2003年11月から2012年11月18日にサンデープレゼント枠で放送されていた。大正製薬の一社提供。
地上波放送翌月の12月にBS朝日でも放送されていた。

## 放送履歴
| 回 | 年     | 放送日   | タイトル                                                                                             |
| -- | ------ | -------- | --- |
| 1  | 2003年 |          | 知られざる医学史!日本人科学者たちの挑戦!幻のノーベル賞から第3の医学まで                              |
| 2  | 2004年 |          | 大発見!!だまされる脳 奇跡を起こした一枚の鏡                                                          |
| 3  | 2005年 |          | 緊急警告!凶悪ウイルスを撃退せよ!驚異の免疫メカニズム                                                 |
| 4  | 2006年 |          | ヒトの心を解き明かす 驚異の脳内メカニズム ひらめき脳・うつ・パーキンソン 脳科学最前線に完全密着!     |
| 5  | 2007年 |          | 免疫医療最前線 スーパー外科医の臓器移植に密着!新型インフルエンザ恐怖のシナリオ                       |
| 6  | 2008年 |          | 前兆を見逃すな!糖尿病・脳卒中治療最前線 メタボリック症候群の恐怖                                     |
| 7  | 2009年 |          | 人体再生 〜iPS細胞 山中博士の挑戦!〜                                                                 |
| 8  | 2010年 | 11月21日 | あなたの健康は誰が守る!? 〜セルフメディケーション最前線〜                                            |
| 9  | 2011年 | 11月6日  | 風邪に負けないぞSP 〜防ぐぞ!直すぞ!セルフメディケーション〜                                          |
| 10 | 2012年 | 11月18日 | 今、知っておきたい医療の新常識スペシャル〜iPS 細胞最新研究から、がん・脳卒中・糖尿病最先端治療まで〜 |

## 主な出演者
- 草野仁
- 竹下景子
- 山中伸弥（京都大学iPS細胞研究所所長、2012年ノーベル生理学・医学賞受賞）
- 森口尚史（2009年10月の「人体再生 〜iPS細胞 山中博士の挑戦!〜」に「ハーバード大学研究員」の肩書で出演[1]。しかし森口は、2009年にハーバード大学研究員だったという事実はないため、この時に紹介された森口の研究成果については疑問視されている。詳細は森口尚史を参照）

ほか

## 放送局・放送日時
- テレビ朝日・ANN系列

毎年11月、日曜日16:00-17:25（サンデープレゼント枠）
- 通常、サンデープレゼントは14:00-15:25の枠で放送しているが、この番組の放送が11月のため、当日マラソン中継（全日本大学駅伝（メ〜テレ制作）、横浜国際女子マラソン）の関係などによりこの時間枠となる。

- BS朝日

毎年12月（年度により異なる）

## 受賞歴
- ATP賞（2004年、2006年）

## スタッフ
- 制作：テレビ朝日、VIVIA